# Tiliacora gabonensis
Tiliacora gabonensis är en tvåhjärtbladig växtart som beskrevs av Georges M.D.J. Troupin. Tiliacora gabonensis ingår i släktet Tiliacora och familjen Menispermaceae. Inga underarter finns listade i Catalogue of Life.